# Contrastieve taalkunde
Contrastieve taalkunde (ook wel differentiële taalkunde genoemd) is een deelgebied van de vergelijkende taalwetenschap waarin de verschillen en overeenkomsten tussen talen op praktische wijze worden omschreven. De term is in de jaren 50 van de 20e eeuw bedacht door Robert Lado.
In de contrastieve taalkunde wordt niet zoals gewoonlijk gebruikgemaakt van de vergelijkende methode; in plaats daarvan worden juist de punten waarop onderling verwante talen van elkaar verschillen onderzocht, om vragen te kunnen beantwoorden of problemen op te lossen. Dit wordt wel gezien als een combinatie van synchrone en diachrone taalkunde. 

## Toepassingen
De contrastieve taalkunde is in verband gebracht met bepaalde onderdelen van de toegepaste taalkunde, zoals het vermijden van negatieve interferentie bij het aanleren van een vreemde taal en het vertalen, waarbij de contrastieve analyse centraal staat. Ook in de lexicografie wordt veelvuldig gebruikgemaakt van de contrastieve taalkunde, namelijk om bij het samenstellen van vertaalwoordenboeken de juiste vertaalequivalenten te vinden. 
Contrastieve beschrijving kan op elk niveau van de structuur van een taal worden verricht: spraakklanken (fonologie), grafemen (grafologie), woordvormingen (morfologie), woordsemantiek (lexicologie), collocaties (fraseologie), zinsbouw (syntaxis) en hele vertogen (tekstologie). Wanneer binnen een en dezelfde taal contrasterend wordt vergeleken gaat het met name om zaken als spreek- en schrijfstijl, dialect, register en jargon.
Bij het contrasterend vergelijken van teksten in dezelfde taal en in verschillende talen zijn technieken uit de corpustaalkunde zeer bruikbaar gebleken.